# Триаконтамерон
«Триаконтамерон» (Triakontameron) — цикл фортепианных пьес Леопольда Годовского, написанный в 1919—1920 гг.
В состав цикла входят 29 жанровых пьес продолжительностью до 3 минут каждая и финал-эпилог под названием «Реквием (1914—1918)» продолжительностью около 5 минут. Общая длительность звучания цикла — около 65 минут. Все пьесы выдержаны в музыкальном размере 3/4. Название цикла отсылает к книге Джованни Боккаччо «Декамерон», в которой единицей измерения длительности повествования выступал день, на протяжении которого рассказываются истории; следуя этой идее, Годовский написал первые 20 пьес цикла в Сиэтле, потратив на сочинение каждой по одному дню, остальные 10 были дописаны несколько позже в Нью-Йорке, Чикаго и Лос-Анджелесе. Работа над циклом была начата 7 августа 1919 года и завершена 5 февраля 1920 года.
Пьесы «Триаконтамерона» носят жанрово-изобразительный характер, отсылая к звуковым образам различных мест, вплоть до «Ночи в Танжере» (нем. Nacht In Tanger, № 1) и «Эфиопской серенады» (нем. Äthiopische Serenade; № 12). Однако основное напряжение в цикле возникает между образами прежней родины Годовского, Австрии, и его новой страны — США. Ностальгическое чувство в тех или иных формах пронизывает «венские» пьесы цикла — особенно «Старую Вену» (нем. Alt Wien; № 11), получившую наибольшую известность в качестве отдельного музыкального номера и навевающую, как отмечает Дж. Николас, «неотвязные воспоминания об исчезнувшем городе Гунгля, Ланнера и Штрауса». Однако в финале цикла скорбные интонации реквиема по жертвам Первой мировой войны символически разрешаются в музыкальную цитату из неофициального американского гимна «Звёзды и полосы навсегда».
Леопольд Годовский сам впервые исполнил «Триаконтамерон» в нью-йоркском Карнеги-холле. «Годовский заставил каждую из тридцати своих маленьких пьес сиять, как драгоценный камень в богато инкрустированном кольце», — отмечал рецензент газеты New York Evening Mail. Цикл был опубликован в 1920 г. издательством G. Schirmer Inc. Его первая полная запись была выполнена в 1989 году Джеффри Дугласом Мэджем; «Старая Вена» была записана отдельно Шурой Черкасским, Марком-Андре Амленом, Стивеном Хафом, Борисом Березовским, Константином Щербаковым и многими другими, Яша Хейфец записал её в собственном переложении для скрипки и фортепиано.